# Mendiola United FC
El Mendiola United Football Club es un equipo de fútbol profesional de primera división o Filipino Premier League de la Calle Mendiola, Distrito de San Miguel en Manila Filipinas. Fue fundado en 1991. Este entrena y forma a futbolistas desde edades tempranas, desde el nivel infantil al nivel profesional.